# لاستیک رادیال

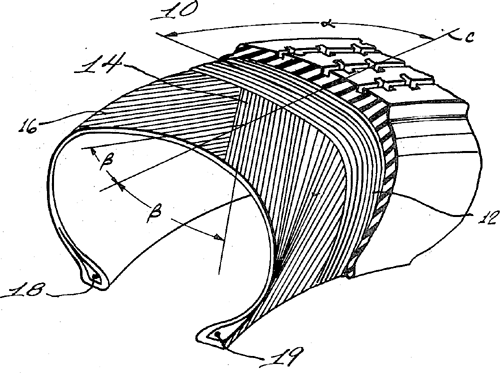
برش مقطعی یک تایر رادیال. شماره ۱۲ لایه‌های شعایی را نمایش می‌دهد. شماره ۱۴ و ۱۶ لایه‌های مورب را نمایش می‌دهند.

لاستیک رادیال (به انگلیسی: Radial Tire) (به بیان دیگر چند لایهٔ شعاعی) نوعی طراحی خاص لاستیک اتومبیل است. در طراحی این لاستیک نخ‌ها یا بندهای محکمی به کار رفته است که به صورت ۹۰ درجه عمود بر مرکز تایر و همچنین به صورت شعاعی و دوایر متحد المرکز اقلیدسی تابیده شده‌اند.